# Araeopterella miscidisce
Araeopterella miscidisce är en fjärilsart som beskrevs av Dyar 1914. Araeopterella miscidisce ingår i släktet Araeopterella och familjen nattflyn. Inga underarter finns listade i Catalogue of Life.